# Corallana grandiventra
Corallana grandiventra är en kräftdjursart som beskrevs av Ho och Tonguthai 1992. Corallana grandiventra ingår i släktet Corallana och familjen Corallanidae. Inga underarter finns listade i Catalogue of Life.